# Knights of the Zodiac (filme)
Knights of the Zodiac (聖闘士星矢 The Beginning, Seinto Seiya: The Beginning, bra: Os Cavaleiros do Zodíaco - Saint Seiya: O Começo) é um filme nipo-estadunidense de ação e fantasia dirigido por Tomasz Baginski a partir de um roteiro da equipe de roteiristas Josh Campbell e Matt Stuecken com Kiel Murray. O filme é uma adaptação em live action do mangá japonês Saint Seiya escrito por Masami Kurumada.
O filme está programado para ser lançado na América Latina em 27 de abril de 2023 e em 28 de abril no Japão. Será lançado nos Estados Unidos em 12 de maio e na França em 24 de maio.

## Premissa
Quando uma deusa da guerra reencarna no corpo de uma jovem, o órfão de rua Seiya descobre que está destinado a protegê-la e salvar o mundo. Mas apenas se ele puder enfrentar seu próprio passado e se tornar um Cavaleiro do Zodíaco.

## Elenco
- Mackenyu Arata como Seiya de Pégaso
- Madison Iseman como Sienna Kido/Athena
- Sean Bean como Alman Kido
- Famke Janssen como Vander Guradd
- Diego Tinoco como Nero de Fênix[6]
- Caitlin Hutson como Marin de Águia
- Mark Dacascos como Mylock
- Nick Stahl como Cassios
- David Torok como Jaki

## Produção
O criador de Os Cavaleiros do Zodíaco, Masami Kurumada, queria adaptar sua obra para um filme quase enquanto trabalhava no mangá, e em 2016, a Toei Animation revelou pela primeira vez que tal adaptação live-action estava em desenvolvimento na CCXP. Mais tarde, a Toei deu luz verde oficial ao projeto em maio de 2017, com a direção de Tomasz Bagiński. Era originalmente uma co-produção da Sony Pictures e a empresa chinesa A Really Good Film Company, que mais tarde desistiria. O roteiro original foi adaptado por Josh Campbell e Matt Stuecken, com acréscimos posteriores de Kiel Murray. O elenco principal foi anunciado em setembro de 2021, incluindo Mackenyu, Madison Iseman, Sean Bean, Diego Tinoco, Famke Janssen, Nick Stahl e Mark Dacascos.
As filmagens ocorreram de julho a setembro de 2021 na Hungria, e a produção teve um orçamento de $ 60 milhões. Andy Cheng forneceu a coordenação de luta e dublês.